# Mohammad Ahmed

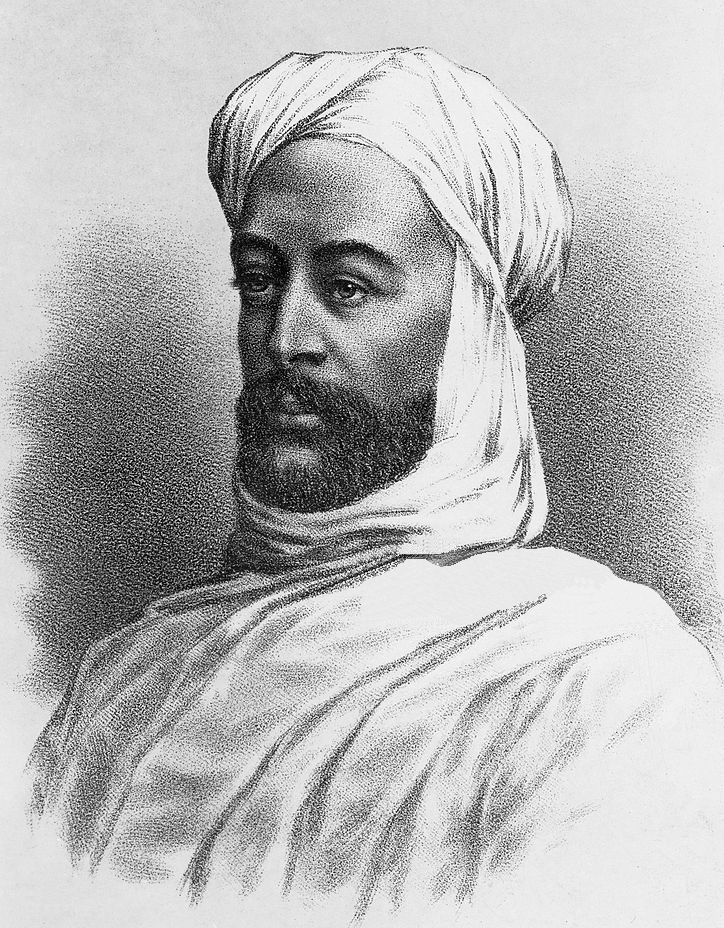
Mohammad Ahmed

Muhammad Ahmad ibn as Sayyid Abd Allah zis al-Mahdi(Mahdiul) (n. 1846 - d. 1899) a fost un conducător al luptei de eliberare a populațiilor sudaneze împotriva stăpânirii turco-egiptene și a colonialiștilor englezi (1896-1898) și șef al statului independent Sudan (1885-1898).
În fruntea unei mișcări islamice a „mahdiștilor”, Muhammad Ahmed a ridicat steagul Râzboiului Sfânt (Jihad), în 1881 proclamându-se Mahdi.
A murit la scurt timp după ce a cucerit Khartumul, iar statul  pe care l-a întemeiat a fost recucerit de britanici în 1899. 